# Gerstle River
Der Gerstle River ist ein 70 Kilometer langer linker Nebenfluss des Tanana River im Interior des US-Bundesstaats Alaska.

## Flusslauf
Der Fluss wird auf einer Höhe von etwa 850 m in der nördlichen Alaskakette vom Gerstle-Gletscher gespeist. Der Gerstle River fließt in nordöstlicher Richtung. Nach 20 Kilometern verlässt der Fluss das Gebirge und erreicht die vorgelagerte Tiefebene. Der Alaska Highway überquert den Fluss. Dieser wendet sich auf den letzten Kilometern nach Nordwesten und mündet schließlich 28 Kilometer östlich von Delta Junction in den Tanana River. 

## Name
Benannt wurde der Fluss im Jahr 1885 von Lieutenant Henry Tureman Allen nach Lewis Gerstle, dem damaligen Vorsitzenden der Alaska Commercial Company.